# Trochocarpa laurina
Trochocarpa laurina  (лат.) — вид цветковых растений рода Трохокарпа (Trochocarpa) семейства Вересковые (Ericaceae).

## Ботаническое описание

### Вегетативные органы
Небольшое дерево или кустарник с пробковым стволом и тяжёлыми низкими ветвями. Изогнутый ствол может достигать до 45 см в диаметре. Наиболее крупный экземпляр — 13 м высотой — растёт в Сиднее.
Листья очерёдные, собраны на концах тонких веточек. Листовая пластинка не зубчатая, эллиптическая, 5—7 см длиной, заострённая у конца, блестящая и зелёная с обеих сторон, снизу чуть бледнее. В листе имеется 5—7 продольных и параллельных жилок. Новые листья яркого тёмно-розового или красного цвета.

### Генеративные органы
Белые цветки одиночные или в колосьях, 2—3 см длиной, образуются круглый год, особенно много в июне и июле.
Плод — маленькая сплющенная костянка, пурпурного или тёмного цвета. Созревание плодов с марта по октябрь. Кроме сочного ариллуса, костянка имеет жилистый 10-отсековый эндокарпий.
Прорастание семян идёт очень медленно и сложно, занимает от 2 до 4 лет.
Плоды поедают птицы золотоухий медонос (Meliphaga lewinii) и пестрохвостая ворона-флейтист (Strepera graculina).

## Распространение и местообитание
Эндемик Австралии, встречается от Нового Южного Уэльса до Квинсленда. Годовой минимум осадков для растения — 1200 мм.
Произрастает в дождевых лесах различного типа и влажных склерофильных лесах. 

## Экология
Является хозяином для паразитического растения Korthasella rubra, а также эпифитов — некоторых видов родов костенец (Asplenium) и платицериум (Platycerium).

## Хозяйственное значение и применение
Стволы растения используются австралийскими аборигенами как дубины. Древесина твёрдая, с привлекательной текстурой.